# هوراشيو سايمور (سياسي)
هوراشيو سايمور (بالإنجليزية: Horatio Seymour)‏ هو قاضي ومحامي وسياسي أمريكي، ولد في 1813، وتوفي في 1872. حزبياً، نشط في الحزب الديمقراطي. وقد انتخب عضو جمعية ولاية نيويورك.